# Pallacanestro Virtus Roma 2003-2004
Questa voce raccoglie le informazioni riguardanti la Pallacanestro Virtus Roma nelle competizioni ufficiali della stagione 2003-2004.

## Stagione
La stagione 2003-2004 della Pallacanestro Virtus Roma, sponsorizzata Lottomatica, è la 20ª nel massimo campionato italiano di pallacanestro, la Serie A.

## Roster
Aggiornato al 22 dicembre 2021.
| Lottomatica Roma 2003-04 | Lottomatica Roma 2003-04 |
| Giocatori                | Staff tecnico            |
| ------------------------ | ------------------------ |

| N. | Naz.                                           | Ruolo | Nome                   | Anno | Alt.   | Peso   |  |
| -- | ---------------------------------------------- | ----- | ---------------------- | ---- | ------ | ------ |  |
| 5  | Stati Uniti (bandiera)                         | C     | Rashard Griffith       | 1974 | 212 cm | 127 kg |  |
| 6  | Stati Uniti (bandiera) · Irlanda (bandiera)    | AC    | Cal Bowdler            | 1977 | 208 cm | 111 kg |  |
| 7  | Stati Uniti (bandiera) · Svezia (bandiera)     | P     | Doremus Bennerman      | 1972 | 180 cm | 76 kg  |  |
| 7  | Stati Uniti (bandiera)                         | P     | Keith McLeod           | 1979 | 188 cm | 85 kg  |  |
| 8  | Italia (bandiera)                              | AG    | Alessandro Tonolli (C) | 1974 | 202 cm | 99 kg  |  |
| 9  | Italia (bandiera)                              | AP    | Alex Righetti          | 1977 | 198 cm | 95 kg  |  |
| 10 | Italia (bandiera)                              | G     | Carlton Myers          | 1971 | 192 cm | 91 kg  |  |
| 11 | Stati Uniti (bandiera) · Portogallo (bandiera) | PG    | Johnny Branch          | 1968 | 184 cm |        |  |
| 12 | Italia (bandiera)                              | P     | Davide Bonora          | 1973 | 186 cm | 84 kg  |  |
| 13 | Stati Uniti (bandiera)                         | P     | Cory Alexander         | 1973 | 185 cm | 82 kg  |  |
| 14 | Italia (bandiera)                              | C     | Roberto Cipolat        | 1967 | 206 cm |        |  |
| 15 | Rep. Ceca (bandiera)                           | AP    | Luboš Bartoň           | 1980 | 202 cm | 98 kg  |  |
| 16 | Italia (bandiera)                              | G     | Vincenzo Esposito      | 1969 | 194 cm | 90 kg  |  |
| 18 | Italia (bandiera)                              | P     | Bruno Morabito         | 1984 | 186 cm |        |  |
| 18 | Australia (bandiera) · Regno Unito (bandiera)  | C     | Wade Helliwell         | 1978 | 212 cm | 118 kg |  |
| 19 | Stati Uniti (bandiera) · Irlanda (bandiera)    | GA    | Jay Larrañaga          | 1975 | 195 cm | 95 kg  |  |
| 20 | Slovenia (bandiera)                            | AG    | Marko Tušek            | 1975 | 204 cm | 120 kg |  |
| -  | Italia (bandiera)                              | G     | Roberto Agostini       | 1985 |        |        |  |
| -  | Italia (bandiera)                              | P     | Luca Fillari           | 1984 | 180 cm |        |  |
| -  | Italia (bandiera)                              | C     | Michele Iannuzzi       | 1984 | 210 cm |        |  |

| Allenatore                                                           |
| - Piero Bucchi                                                       |
| Assistente/i                                                         |
| - Guido Saibene Legenda - (C) Capitano - (IN) Inattivo - Infortunato |

## Mercato

### Sessione estiva
| Acquisti | Acquisti          | Acquisti            | Acquisti   | Acquisti |
| R.       | Nome              | da                  | Modalità   |          |
| -------- | ----------------- | ------------------- | ---------- | -------- |
| C        | Rashard Griffith  | Saski Baskonia      | definitivo |          |
| AC       | Cal Bowdler       | Mens Sana Siena     | definitivo |          |
| PG       | Johnny Branch     | Pr. Castel Maggiore | definitivo |          |
| AP       | Luboš Bartoň      | Fortitudo Bologna   | definitivo |          |
| P        | Doremus Bennerman | Iraklio Creta       | definitivo |          |

| Cessioni | Cessioni             | Cessioni         | Cessioni       | Cessioni |
| R.       | Nome                 | a                | Modalità       |          |
| -------- | -------------------- | ---------------- | -------------- | -------- |
| C        | Daniel Santiago      | Milwaukee Bucks  | fine contratto |          |
| AP       | Anthony Parker       | Maccabi Tel Aviv | fine contratto |          |
| G        | Fabio Zanelli        | B.C. Ferrara     | fine contratto |          |
| P        | Emanuele Della Felba | Reggio Emilia    | fine contratto |          |
| C        | Massimiliano Monti   | Aironi Novara    | fine contratto |          |
| P        | Horace Jenkins       | AEK Atene        | fine contratto |          |

### Dopo l'inizio della stagione
| Acquisti | Acquisti          | Acquisti        | Acquisti      | Acquisti   |
| R.       | Nome              | da              | Data          | Modalità   |
| -------- | ----------------- | --------------- | ------------- | ---------- |
| P        | Cory Alexander    | Roanoke Dazzle  | novembre 2003 | definitivo |
| G        | Vincenzo Esposito | Scafati Basket  | febbraio 2004 | definitivo |
| P        | Keith McLeod      | Gary Steelheads | marzo 2004    | definitivo |
| C        | Wade Helliwell    | Paniōnios       | marzo 2004    | definitivo |
| GA       | Jay Larrañaga     | Siviglia        | maggio 2004   | definitivo |

| Cessioni | Cessioni          | Cessioni      | Cessioni      | Cessioni    |
| R.       | Nome              | a             | Data          | Modalità    |
| -------- | ----------------- | ------------- | ------------- | ----------- |
| P        | Doremus Bennerman | Teramo Basket | febbraio 2004 | rescissione |
| P        | Cory Alexander    | Free agent    | marzo 2004    | rescissione |